# Theresa Andrews
Pour les articles homonymes, voir Andrews.
Theresa Andrews, née le 25 août 1962 à New London (Connecticut), est une nageuse américaine, spécialiste des courses de dos.

## Carrière
Licenciée au North Baltimore Aquating Club, Theresa Andrews est double championne olympique aux Jeux olympiques de 1984 se tenant à Los Angeles. Elle remporte la finale du 100 mètres dos et fait partie du relais américain remportant la finale du 4 × 100 mètres 4 nages.